# Лагонешт
Лагонешт (на географических картах, в том числе: урочище Лагонешт; в документе об образовании деревни и в последующих дореволюционных справочных изданиях — Логанешты; в советской и краеведческой литературе — Логанешты, Лагонешты, Логонешты) — село, существовавшее на территории Партизанского района Приморского края (1907—1967).
Располагалось на северо-западе полуострова Трудный, на северных склонах пади Елизарова. У подножия горы Лагонешт берёт начало ключ, служивший главным источником воды для деревни. Следы существования Логанешт, в том числе кладбища, где было похоронено 65 человек, не сохранились.
Образовано переселенцами из села Логанешты Кишинёвского уезда Бессарабской губернии 23 августа 1907 года (откуда название было, предположительно, перенесено переселенцами) в составе Сучанской волости, с 1910 года — в Новолитовской волости, в 1920 году вошла в Душкинскую волость. 27 сентября 1907 года образовано сельское общество под названием Логанешты. На территории общества на 1913 год проживало 829 корейцев и четыре китайских мужчины (в 1915 году китайцев уже не было). К 1917 году Логанешты были самым крупным селом Новолитовской волости. В 1923 году образован Логанештенский сельский совет. К 1936 году в совет вошли посёлок Большой Тихангоу, промысел Малый Тихангоу, посёлок Камдедон, посёлок Куран, хутор «бухта Хакой». В 1931 году образован колхоз «Красный Восток», который в 1950 году был объединён с колхозами «им. Кирова» и «III Интернационал» в колхоз/совхоз «им. Кирова», в 1957 году преобразован в совхоз «Находкинский».
К началу Великой Отечественной войны в 1941 году жителей в деревне осталось немного. Деревня просуществовала до 1967 года, когда её покинула последняя жительница. Решением исполкома Партизанского райсовета от 1970 года селение Логанешты исключено из учётных данных как прекратившее своё существование.
| Численность населения, чел. | Численность населения, чел. | Численность населения, чел. | Численность населения, чел. | Численность населения, чел. |
| 1913                        | 1914                        | 1917                        | 1926                        | 1937                        |
| --------------------------- | --------------------------- | --------------------------- | --------------------------- | --------------------------- |
| 208                         | ↗844                        | ↗1098                       | ↘401                        | ↘185                        |

## История

### Дореволюционный период
23 августа 1907 года переселенцы переселенческого участка «Восточный» Сучанской волости Южно-Уссурийского уезда приняли решение об образовании деревни Логанешты из 25 наличных хозяйств; пункт 2 приговора: «Селение наименовать „Логанешты“». Приморское Областное по Крестьянским делам Присутствие постановлением от 27 сентября 1907 года утвердило «образование отдельного сельского общества под названием Логанешты на 182 душевые доли». Основателями Логанешт в разное время были крестьяне из Бессарабии, Украины, Белоруссии и Эстонии. Переселенцы на три года освобождались от воинской службы, им выделялась денежная ссуда на постройку жилья. На мужскую душу выделялось пятнадцать десятин земли. Место под поля приходилось расчищать от зарослей. Земля была неплодородной.
Из описания «Восточного» участка за 1908 год: «Участок интересен тем, что в нём третья смена населения: первая — великороссы ушли — положение при море им не понравилось, вторая — бессарабцы: ещё не все ушли, но уходят по-немногу; на смену им селятся разношёрстные засельщики». В 1909 году в Логанештах проживало 29 семей, было построено 32 жилых дома. Первыми переселенцами были молдаване и белорусы. В 1909 году здесь поселились эстонцы, к которым первопоселенцы относились не очень доброжелательно. Поэтому некоторые эстонцы обосновались на отшибе деревни. В начале XX века хунхузы ворвались в стоявшую на окраине хату семьи эстонца по фамилии Оня и вырезали всю семью. После этого случая эстонцы, жившие на окраине, переселились в деревню. В это время в деревне существовала одна торговая лавка, принадлежавшая эстонцу Яну Яновичу Сиби. Крестились, венчались и отпевали в церквях Новолитовска и Душкина.
В 1910 году у мыса Елизарова на участке «Восточный» образован хутор «Елизаровский» площадью в 10 десятин, который принадлежал крестьянину Александру Статкевичу. В 1911 году на хуторе проживал 1 мужчина и 2 женщины.
1 января 1910 года деревня была отнесена к Новолитовской волости. В сентябре 1911 года начались первые учебные занятия в 1-классном приходском училище Министерства народного просвещения. Крестьяне Логанешт выращивали пшеницу, ячмень, овёс, просо, рис, чумизу, лён, коноплю, картофель и бобовые. Самым богатым жителем деревни был Иосиф Зиновьевич Суськов, чей дом стоил 1000 рублей.
По данным 1913 года в деревне насчитывалось 48 дворов, проживало 208 человек. На землях логанештинского общества на 1913 год проживало 829 корейцев (в том числе 68 русско-поданных) и четыре китайских мужчины, занимавшиеся хлебопашеством. У Яна Яновича Сиби в деревне был ренсковый погреб с оборотом в 5000 рублей за год. В деревне работало питейное заведение и мелочная мануфактура. У двух семей были пасеки из 200 ульев. Одна семья занималась столярным промыслом и одна бондарным.
По статистике 1914 года в Логанештах проживало 844 человека, в том числе русских 292 человека, инородцев — 50, иностранцев — 502. Шесть семей были заняты морским промыслом. В 1914 году рабочие ловили сельдь, ловили и продавали корюшку и шримс. В 1914 году всех мужчин призывного возраста забрали на фронт. В 1915 году в деревне проживало 736 корейцев, китайцев не было. В окру́ге находилось более 200 корейских фанз. 4 июля 1915 года окончено строительство одноэтажного деревянного здания школы. В 1916 году в Логанештах насчитывалось 69 дворов, 64 жилых построек и 24 фанзовых.
В 1917 году в деревне проживало 1098 человек. К 1917 году в деревне было 215 дворов, это было самое крупное село Новолитовской волости. Позднее в деревне был создан «крестком». Здесь имелась четырёхлетняя школа. Дети продолжали учёбу в семилетней школе деревни Тихангоу. Профессиональное образование дети первых переселенцев получали в основном по месту работы или в профессиональных учебных заведениях в Будёновке, Сучане и Владивостоке. Потомки переселенцев создавали многонациональные браки.

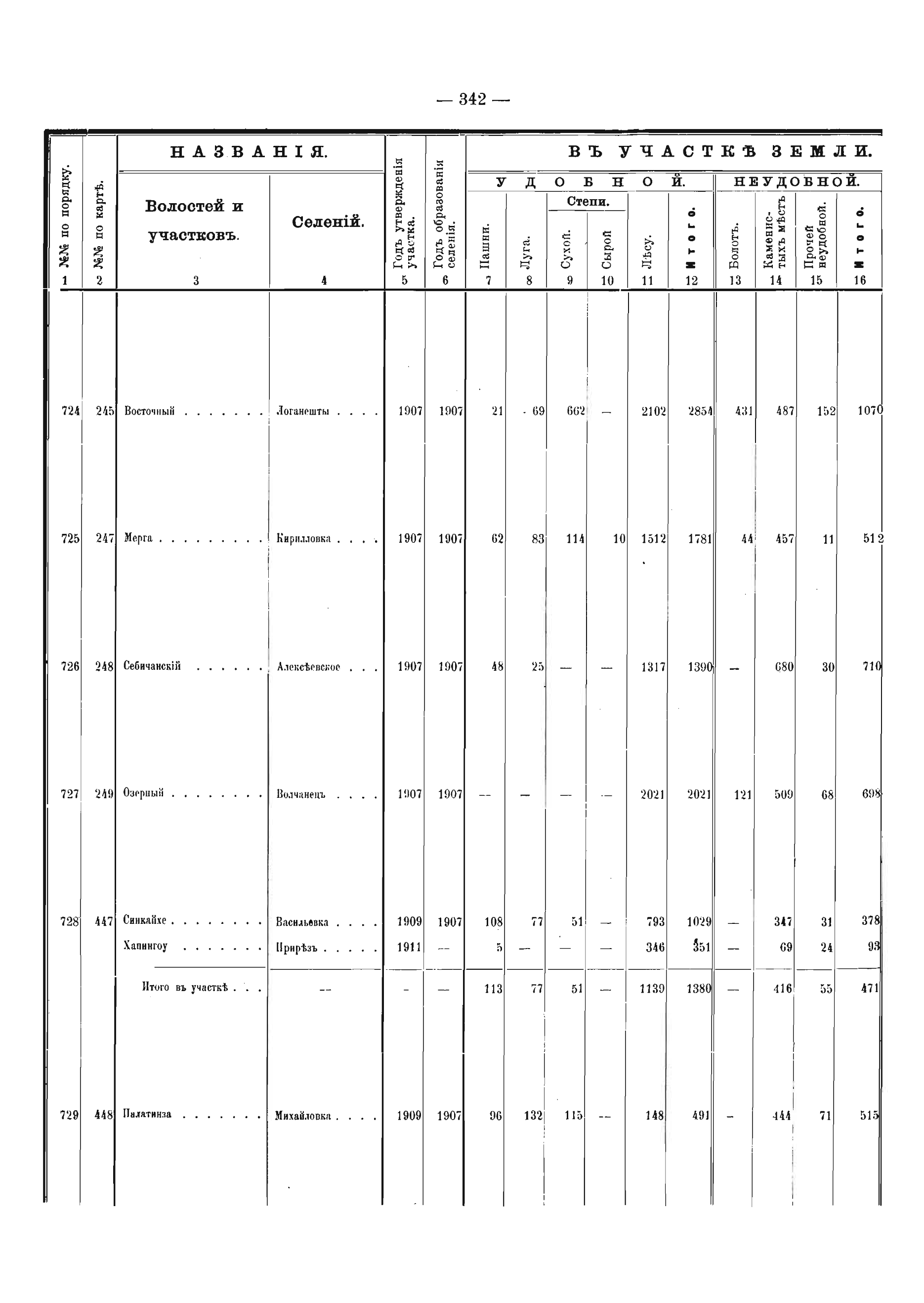
Логанешты в издании (1913)
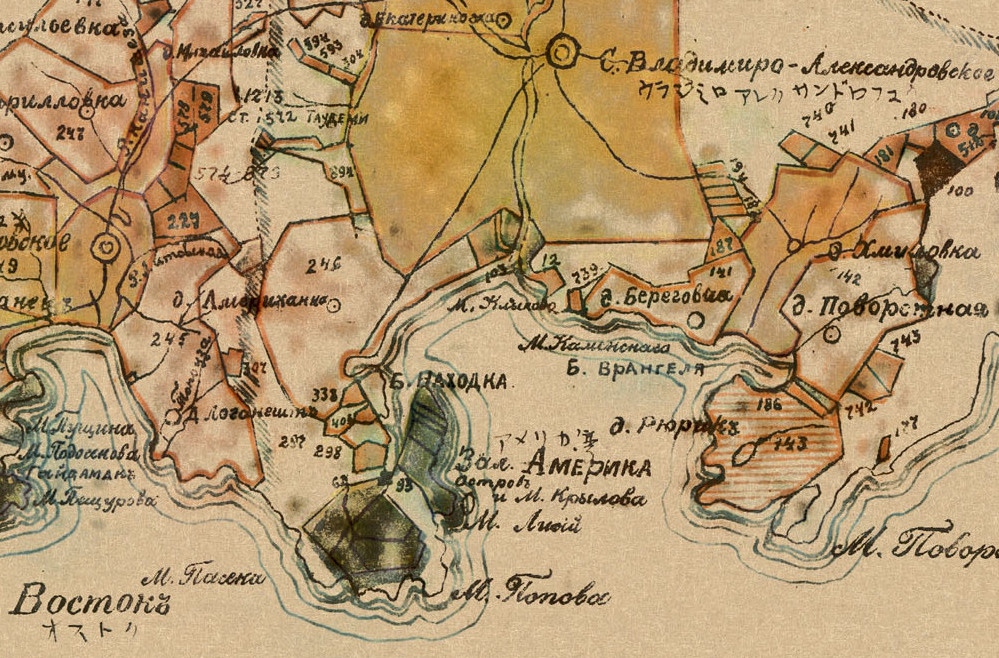
Логанешт на карте (1917) ошибочно обозначено в пади Лебединой (Топоуза)
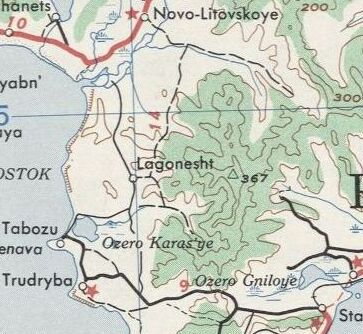
Лагонешт с дорогами на карте (1947)

### Советский период
В 1918 году в Логанештах появилась торговая лавка Цой-ин-мена. 22 мая 1920 года деревня вошла в Душкинскую волость. В 1923 году образован Логанештенский сельский совет. Его председателем избран Ю. Я. Сиби. Население совета составило 389 человек. В сезон 1923 года крестьяне Логанешт выловили 3 300 000 штук сельди. По переписи 1926 года в Логанештах проживал 401 человек (преобладающая народность — молдаване), на хуторе Тихвангоу в составе Логанештинского сельского совета — 7 человек, русские, хозяйство 1. По другому источнику, по переписи 1926 года в селе Логонешты (Логонешта) находилось 67 хозяйств, в том числе 66 крестьянского типа и 35 молдаванских хозяйств, проживал 421 человек.
После коллективизации население деревни работало в основном в колхозе: в 1931 году был создан колхоз «Красный Восток». 14 семей не пожелали вступать в колхоз и уехали. Скот, семена и инвентарь были сданы населением в общее пользование. В 1931 году в деревне действовала трёхклассная школа. По описанию 1936 года школа была деревянной, барачного типа. К 1936 году в Логанештенский сельский совет входили село Логанешты (349 человек), посёлок Большой Тихангоу (278 человек), промысел Малый Тихангоу (441 человек), посёлок Камдедон (161 человек), посёлок Куран (20 человек), хутор «бухта Хакой» (10 человек). На 1937 год в колхозе было 37 хозяйств, в которых проживало 185 человек. В колхозе были построены молочно-товарное и пчеловодческое хозяйства. Здесь выращивали пшеницу яровую, ячмень яровой, гречиху, овёс, кукурузу, сою, бобовые, клещевину, перилу, картофель, огурцы, помидоры, капусту, морковь столовую, свёклу столовую, кормовые травы и корнеплоды. Крупного рогатого скота в хозяйстве — 72 головы, лошадей 64, пчелосемей 264. В сентябре 1939 года на землях сельского совета были ликвидированы две фанзы за Белотоль, 1-й Куран, Юзгоу, 1-й Юзгоу, колхоз, Сенфиндон, Тюнендон. В том же году рядом с сельским советом под избу-читальню собрано здание бывшей корейской школы посёлка Ланчасы.
В 1939 году Сиби Яну Яновичу с семьёй из-за опасения ареста по доносам уехал в Сибирь. К началу Великой Отечественной войны в 1941 году жителей в деревне осталось немного. На фронт было призвано 34 человека, вернулись с фронта только пятеро (по другим сведениям: на фронт ушли 25 мужчин, вернулись трое). В семье Степана Попеско на войне погибло 6 человек, в семье Дениса Харчука — четверо. Мария Попеско и Мария Харчук «не смогли выдержать такой утраты, и, вскоре, ушли из жизни». По воспоминаниям Емилии Юрьевны Египцевой: «…Во время войны все в деревне голодали». Дети Логанешт в это время постоянно находились в поисках чего-нибудь съедобного. По воспоминаниям Николая Новокшанова: «Иногда, зимой, в деревню заглядывали волки и медведи. Косули выходили на деревенские поля и паслись вместе с домашними животными».
В 1950 году колхоз «Красный Восток» был объединён с колхозами «им. Кирова» и «III Интернационал» (из деревень Ново-Литовск и Крещенки) в совхоз (колхоз) «им. Кирова». В 1957 году колхоз преобразовали в совхоз «Находкинский». Из воспоминаний Эмилии Михайловны Парахиной: «…Вокруг деревни протекали многочисленные речушки, в которых мы, ребятишки, делали запруды и купались». В животноводческом хозяйстве насчитывалось до 150 голов крупного рогатого скота, на конном хозяйстве — до 70 лошадей, на пасеке — 500 ульев.
Из воспоминаний Э. М. Парахиной: «У Марка Михайловича Сиби было много классической и зарубежной литературы и была гармонь. Вот их и поставили работать в избу-читальню (так назывался клуб). Днём там брали книги, а вечером, при керасиновой лампе, танцевала молодежь разного возраста. Приходили ребята из Тихангоу и из Новолитовска. В 24.00 клуб закрывался и всех под звуки гармошки и песни провожали по домам… В деревне не было электричества, радио. Жители стали понемногу перебираться в город Находку, некоторые — за пределы Приморья». В Логанештах закрыли школу (в конце 1950-х), магазин и больницу. Население стало переезжать в другие деревни и в Находку. Деревня просуществовала до 1967 года, когда её покинула последняя жительница — Елизавета Юрьевна Викс (родилась в день приезда её родителей в Логанешты — 29 июня 1909 года). 11 марта 1970 года Исполнительный комитет Партизанского районного Совета депутатов трудящихся принял решение об исключении селения Логанешты Новолитовского сельского совета из учётных данных как прекратившее своё существование.

### Постсоветский период
В 2008 году на въезде в Логанешты стоял памятный деревянный крест. В 1999 году находкинскими краеведами С. М. Кузововой, А. Соколовым и Е. Саврухиной был собран сборник «Деревня Лагонешты в истории г. Находка». В 2002 и 2009 годах С. М. Кузововой и Э. М. Парахиной опубликовано ещё два сборника.